# Burrasca nella Manica
Burrasca nella manica (The Yellow Admiral) è il diciottesimo romanzo della saga di Jack Aubrey e Stephen Maturin, eroi fittizi dello scrittore inglese Patrick O'Brian. Da questi romanzi è stato tratto il film Master and Commander - Sfida ai confini del mare, con Russell Crowe.

## La trama
Aubrey, capitano della HMS Bellona nel blocco di Brest dopo la dispersione del suo squadrone, è a casa a Woolcombe, la tenuta della famiglia Aubrey, in licenza parlamentare. Tre cause da parte dei proprietari delle navi negriere catturate durante la sua missione lungo la costa dell'Africa occidentale bloccano i suoi fondi. Sua moglie Sophia affitta Ashgrove Cottage, la loro casa coniugale. Maturin ritorna dalla Spagna con sua moglie Diana e la loro famiglia, trasferendosi in un'ala vuota di Woolcombe. La vasta ricchezza di Maturin è bloccata in Spagna, dove le autorità, informate da Jean Dutourd, sono scontente delle sue attività in Perù, una colonia spagnola. Sulla terra, Aubrey si oppone alla recinzione del comune, Simmons Lea, proposta alla Camera dal suo vicino, il capitano Griffiths. Aubrey ha potere come signore del maniero, che usa quando il disegno di legge è chiamato. L'ammiraglio Stranraer sul blocco di Brest ha incoraggiato questo recinto, ed è zio di Griffiths. L'ammiraglio richiama Aubrey a bordo, sperando di impedire la sua comparsa in Parlamento. Una rapida azione da parte di Diana e Clarissa Oakes sventa questo piano. Aubrey sta guardando un incontro di boxe tra Barret Bonden e Evans, il guardiacaccia di Griffith, quando gli ordini arrivano a Woolcombe. La signora Oakes appare all'incontro per dire ad Aubrey di procedere direttamente al Parlamento. Stranraer è dispiaciuto quando Aubrey rivela la decisione della commissione; invia la HMS Bellona allo squadrone di blocco inshore. A bordo della nave ammiraglia, Maturin riceve lettere per la sua missione segreta in Francia. L'ammiraglio cerca senza successo di usare Maturin per far cambiare idea ad Aubrey.
Al buio della luna in una nebbia pesante, Aubrey mette Maturin a terra in Francia con l'agente catalano, Inigo Bernard. Apparentemente nello stesso momento, due navi francesi sfuggono allo squadrone di blocco nel settore che la HMS Bellona pattuglia. L'ammiraglio rimprovera Aubrey, che non accetta alcuna colpa, e restituisce la Bellona alla squadra d'altura. Aubrey riceve una lettera da Sophie, in cui lei lo accusa di adulterio e annuncia la sua intenzione di lasciarlo, avendo letto le lettere inviategli dal Canada dalla signorina Amanda Smith. Aubrey ha voglia di litigare. Durante le manovre nella nebbia, il Bellona individua un corsaro francese che insegue un mercantile. Fa un segnale alla flotta, e procede a prendere Les Deux Frères, che si rivela un ricco premio, avendo catturato due navi mercantili della costa della Guinea. Una tempesta colpisce il Bellona, così Aubrey prende la nave per ripararla a Cawsand Bay. A Woolcombe, Aubrey chiede perdono a Sophie, ma lei lo respinge. Aubrey manda il suo tenero Ringle a riferire le condizioni del Bellona all'ammiraglio. L'ammiraglio invia poi Ringle a recuperare Maturin dalla Francia. Una volta che il Bellona è riparato, Aubrey si ricongiunge alla squadra di blocco, apprendendo che Ringle ha portato Maturin in Inghilterra. A Londra, Maturin racconta a Sir Joseph Blaine di un complotto di un ufficiale dei servizi segreti spagnoli per svaligiare la casa di Blaine. Con l'assistenza di Mr Pratt, catturano l'agente spagnolo in flagrante. Maturin aggiorna Sir Joseph sulla disponibilità del Cile all'indipendenza. I due escogitano un piano per una spedizione guidata da Aubrey sulla Surprise. I rapporti negativi di Lord Stranrear, con la guerra che sta finendo, mettono Aubrey nella posizione di essere promosso a retroammiraglio senza uno squadrone, conosciuto informalmente come ammiraglio del giallo; poiché non c'è uno squadrone giallo, è il peggior destino della carriera. Maturin apprende che la sua fortuna è di nuovo a sua disposizione. In un gesto verso i suoi compagni di bordo, Maturin compra nuovi vestiti.
Maturin va a Woolcombe, dove Diana gli racconta la questione tra Sophie e Jack. Lei e Clarissa hanno illuminato Sophie sulla possibilità di godere del sesso, suggerendole addirittura di avere una sua relazione. Sophie scrive una lettera di riconciliazione al marito, che Maturin porta a bordo. La lettera lascia Aubrey gioioso. L'ammiraglio Stranraer richiede il consiglio medico di Maturin; Maturin suggerisce l'uso di medicine sconosciute al chirurgo della nave ammiraglia, con buoni risultati. Il Bellona trova lo squadrone interno che combatte contro due navi di linea francesi. Alla vista del Bellona e del Grampus, le navi francesi si ritirano. Per mesi, il Bellona spazza la baia, bloccando Brest. Maturin racconta ad Aubrey il suo piano per il Cile, al quale Aubrey acconsente. La regina Charlotte viene a visitare lo squadrone interno, con una nave di provviste per rifornire il cibo. L'ammiraglio ringrazia Maturin per il suo trattamento. L'ammiraglio informa i suoi capitani dei progressi della guerra sulla terraferma, dove Napoleone sta commettendo degli errori e le trattative di pace sono in corso ma non ancora riuscite.
Viene annunciata la pace; Napoleone viene esiliato all'Elba. L'equipaggio del Bellona viene pagato e la nave va in deposito ordinario. Aubrey e Maturin leggono i giornali per conoscere gli eventi mondiali mentre stavano bloccando Brest, e si adattano alla pace. Concordano un piano con tre uomini del movimento indipendentista cileno. Aubrey chiede la sospensione dalla Lista della Marina, e viene messo in prestito all'ufficio idrografico. Maturin finanzia l'allestimento della Surprise, che dura fino al febbraio 1815. Salpano per Madeira con le loro famiglie a bordo. Dopo un breve periodo sull'isola, le loro famiglie porteranno il pacchetto a casa. Inaspettatamente, Lord Keith, comandante in capo nel Mediterraneo, manda ordini ad Aubrey reintegrandolo perché Napoleone è fuggito dall'Elba. Aubrey prende il comando delle navi della Royal Navy nel porto di Madeira per bloccare lo stretto di Gibilterra.

## Edizioni
- Patrick O'Brian, Burrasca nella manica, traduzione di Paola Merla, collana La Gaja scienza, Longanesi, 2008, ISBN 978-88-304-2204-9.